# Strongylognathus huberi
Strongylognathus huberi  (лат.) — вид муравьёв-рабовладельцев рода Strongylognathus из подсемейства Myrmicinae (Formicidae). Западная Европа: Испания, Франция, Швейцария, Италия. Включён в Международную Красную книгу МСОП. Длина самок около 5 мм. Голова на затылке со слабой выемкой. Голова у самок с параллельными боками, прямоугольная. Имеют саблевидные мандибулы без зубцов. Усики 12-члениковые (у самцов состоят из 10 сегментов), булава трёхчлениковая. Стебелёк между грудкой и брюшком состоит из двух члеников: петиолюса и постпетиолюса (последний четко отделен от брюшка), жало развито, куколки голые (без кокона). Паразитируют на муравьях Tetramorium caespitum, Tetramorium impurum и Tetramorium semilaeve. S. huberi отличается от рабочих близкого вида Strongylognathus caeciliae тем, что у первого менее блестящие, чем caeciliae голова и грудь, и особенно узелок петиоля, на котором развита пунктировка и сетчатая микроскульптура. Затылочный край более прямой и боковые края головы более выпуклые, чем у вида caeciliae. Шипики заднгегруди более развиты, чем у S. caeciliae. Петиоль более треугольный, чем у S. caeciliae.